# Mașivka, Ucraina
Mașivka (în ucraineană Машівка) este așezarea de tip urban de reședință a raionului Mașivka din regiunea Poltava, Ucraina. În afara localității principale, nu cuprinde și alte sate.

## Demografie
Componența lingvistică a așezării de tip urban Mașivka
     Ucraineană (94,97%)
     Rusă (4,11%)
     Alte limbi (0,75%)
Conform recensământului din 2001, majoritatea populației așezării de tip urban Mașivka era vorbitoare de ucraineană (94,97%), existând în minoritate și vorbitori de rusă (4,11%).